# Chen Qingyuan
Pour les articles homonymes, voir Chen.
Dans ce nom chinois, le nom de famille, Chen, précède le nom personnel Qingyuan.
Chen Qingyuan, (en mandarin : 陈情缘, pinyin : Chén Qíngyuán), née le 15 février 1997, est une escrimeuse chinoise pratiquant le fleuret. En 2021, à la faveur d'une finale au Grand Prix de Doha, elle intègre le top 10 du classement mondial de la FIE et se qualifie pour les Jeux olympiques de Tokyo.

## Carrière
Enfant, Chen commence la pratique de l'escrime à l'âge de 10 ans.
En 2017, elle fait ses débuts internationaux sur le circuit de la Coupe du monde après avoir remporté une médaille de bronze en individuel aux championnats d'Asie juniors. Avec pour meilleur résultat un quart de finale aux Championnats d'Asie d'escrime 2018, elle se classe 45e du classement mondial au terme de sa saison, mais décroche néanmoins une médaille de bronze dans l'épreuve par équipes puis, en août, une médaille d'argent par équipes aux Jeux asiatiques de 2018. La saison suivante, elle obtient un premier quart de finale individuel en Coupe du monde à Tauberbischofsheim, puis une première médaille individuelle aux championnats d'Asie (bronze) et répète, avec son équipe, sa performance de l'année précédente.
Après une saison de Coupe du monde 2019-2020 réduite, Chen fait un bond au classement mondial au début de la saison 2020-2021 en étant finaliste du Grand Prix de Doha, premier événement de la saison et dernier qualificatif pour les Jeux de Tokyo. L'équipe de Chine ne s'étant pas qualifiée, il existe une rivalité alors entre les tireuses asiatiques pour prendre l'une des deux places individuelles réservées à leur continent. Troisième meilleure fleurettiste du continent avant la compétition, elle passe devant ses rivales Jeon Hee-sook et Shi Yue pour valider son billet pour les Jeux.

## Palmarès
- Championnats d'Asie d'escrime
  -  Médaille d'or aux championnats d'Asie d'escrime 2023 à Wuxi
  -  Médaille d'argent aux championnats d'Asie d'escrime 2022 à Séoul
  -  Médaille de bronze aux championnats d'Asie d'escrime 2019 à Tokyo
  -  Médaille de bronze par équipes aux championnats d'Asie d'escrime 2019 à Tokyo
  -  Médaille de bronze par équipes aux championnats d'Asie d'escrime 2018 à Bangkok

- Jeux asiatiques
  -  Médaille d'argent par équipes aux Jeux asiatiques de 2018 à Jakarta

## Classement en fin de saison
| Année | 2018 | 2019 | 2020 | 2021 | 2022 | 2023 |
| ----- | ---- | ---- | ---- | ---- | ---- | ---- |
| Rang  | 45   | 20   | 20   | 10   | 9    | 16   |